# Porricondyla tetraschistica
Porricondyla tetraschistica är en tvåvingeart som beskrevs av Boris Mamaev 1998. Porricondyla tetraschistica ingår i släktet Porricondyla och familjen gallmyggor. Inga underarter finns listade i Catalogue of Life.